# Julie-Marie Parmentier
Julie-Marie Parmentier (Essigny-le-Grand, 13 de junho de 1981) é uma atriz francesa.